# 2006-os wimbledoni teniszbajnokság – női páros
A 2006-os wimbledoni teniszbajnokság női páros versenyét a Jen Ce, Cseng Csie duó nyerte a Virginia Ruano Pascual és Paola Suárez alkotta páros előtt.

## Kiemeltek
| 1. Lisa Raymond / Samantha Stosur (Harmadik kör) 2. Cara Black / Rennae Stubbs (Elődöntősök) 3. Daniela Hantuchová / Szugijama Ai (Első kör) 4. Jen Ce / Cseng Csie (Bajnok) 5. Anna-Lena Grönefeld / Meghann Shaughnessy (Negyeddöntősök) 6. Shinobu Asagoe / Katarina Srebotnik (Első kör) 7. Liezel Huber / Martina Navratilova (Negyeddöntősök) 8. Jelena Gyementyjeva / Flavia Pennetta (Harmadik kör) | 1. Kveta Peschke / Francesca Schiavone (Negyeddöntősök) 2. Eleni Daniilidou / Anabel Medina Garrigues (Negyeddöntősök) 3. Elena Likhovtseva / Anastasia Myskina (Harmadik kör) 4. Szvetlana Kuznyecova / Amélie Mauresmo (Második kör) 5. Li Ting / Szun Tien-tien (Első kör) 6. Emilie Loit / Nicole Pratt (Első kör) 7. Nathalie Dechy / Gisela Dulko (Első kör) 8. Marion Bartoli / Sahar Peér (Második kör) |

## Főtábla
- Q = Kvalifikációból felkerült
- WC = Szabadkártyás
- LL = Szerencsés vesztes
- r = Feladta
- w/o = visszalépett